# Turniej Gwiazdkowy 1999
Turniej Gwiazdkowy 1999 – 7. edycja turnieju żużlowego rozgrywanego w Pile, który odbył się 4 grudnia 1999. Zwyciężył Jacek Gollob.

## Wyniki

### Turniej zasadniczy
- Piła, 4 grudnia 1999
- NCD: Mariusz Franków – 63,60 w wyścigu 4
- Sędzia: Roman Siwiak

| Msc. | Zawodnik              | Klub         | Pkt     |               |  |
| ---- | --------------------- | ------------ | ------- | ------------- |  |
| 1    | (2) Jacek Gollob      | Piła         | 13+3    | (3,3,3,2,2)   |  |
| 2    | (7) Jacek Krzyżaniak  | Wrocław      | 11+2    | (2,0,3,3,3)   |  |
| 3    | (9) Jarosław Hampel   | Piła         | 11+1    | (1,3,1,3,3)   |  |
| 4    | (10) Sebastian Ułamek | Gdańsk       | 8+3+3+0 | (2,1,2,1,2)   |  |
| 5    | (6) Robert Sawina     | Gniezno      | 11+2    | (3,2,2,3,1)   |  |
| 6    | (12) Piotr Świst      | Rzeszów      | 10+u/ns | (3,1,3,2,1)   |  |
| 7    | (8) Adam Pawliczek    | Rybnik       | 8+wsu   | (1,2,1,1,3)   |  |
| 8    | (11) Rafał Okoniewski | Gorzów Wlkp. | 7+2     | (0,1,2,2,2)   |  |
| 9    | (5) Rafał Dobrucki    | Piła         | 4+ns    | (wsu,2,1,0,1) |  |
| 10   | (3) Wiesław Jaguś     | Toruń        | 2+ns    | (2,d,d,d,ns)  |  |
| 11   | (4) Roman Jankowski   | Leszno       | 1       | (1,0,0)       |  |
| 12   | (1) Robert Flis       | Piła         | 0       | (dst)         |  |
|      | rez. Mariusz Franków  | Piła         |         | (3,1,d4)      |  |
|      | rez. Tomasz Gapiński  | Piła         |         | (0,0,0)       |  |

Bieg po biegu
1. [66,45] Gollob, Jaguś, Jankowski, Flis
2. [66,60] Sawina, Krzyżaniak, Pawliczek, Dobrucki
3. [66,70] Świst, Ułamek, Hampel, Okoniewski
4. [63,60] Franków, Pawliczek, Ułamek, Krzyżaniak Franków za Flisa
5. [65,27] Gollob, Sawina, Okoniewski, Jankowski
6. [64,64] Hampel, Dobrucki, Świst, Jaguś
7. [66,02] Krzyżaniak, Sawina, Hampel, Gapiński Gapiński za Flisa
8. [67,48] Gollob, Ułamek, Dobrucki, Jankowski
9. [67,52] Świst, Okoniewski, Pawliczek, Jaguś
10. [65,27] Sawina, Świst, Franków, Dobrucki Franków za Flisa
11. [65,35] Hampel, Gollob, Pawliczek, Gapiński Gapiński za Jankowskiego
12. [67,90] Krzyżaniak, Okoniewski, Ułamek, Jaguś
13. [66,77] Pawliczek, Okoniewski, Dobrucki, Franków Franków za Flisa
14. [67,40] Krzyżaniak, Gollob, Świst, Gapiński Gapiński za Jankowskiego
15. [69,60] Hampel, Ułamek, Sawina, Jaguś

### Finał C
1. [69,70] Ułamek, Okoniewski, Dobrucki, Jaguś

### Finał B
1. [67,40] Ułamek, Sawina, Świst, Paliczek

### Finał A
1. [65,90] J.Gollob, Krzyżaniak, Hampel, Ułamek